# 圣乔治拉普日
圣乔治拉普日（法語：Saint-Georges-la-Pouge，法語發音：[sɛ̃ ʒɔʁʒ la puʒ]）是法国克勒兹省的一个市镇，属于盖雷区。

## 地理
圣乔治拉普日（45°59'35"N, 1°58'13"E）面积24.09 平方千米，位于法国新阿基坦大区克勒兹省，该省份为法国中部省份，位于法國中央高原西北部，北起安德尔省和谢尔省，西接维埃纳省，南至科雷兹省，东临多姆山省，东北与阿列省接壤。
与圣乔治拉普日接壤的市镇（或旧市镇、城区）包括：拉沙佩勒圣马夏尔、沙瓦纳、勒东泽伊、拉普日、圣伊莱尔堡、圣叙尔皮斯莱尚。

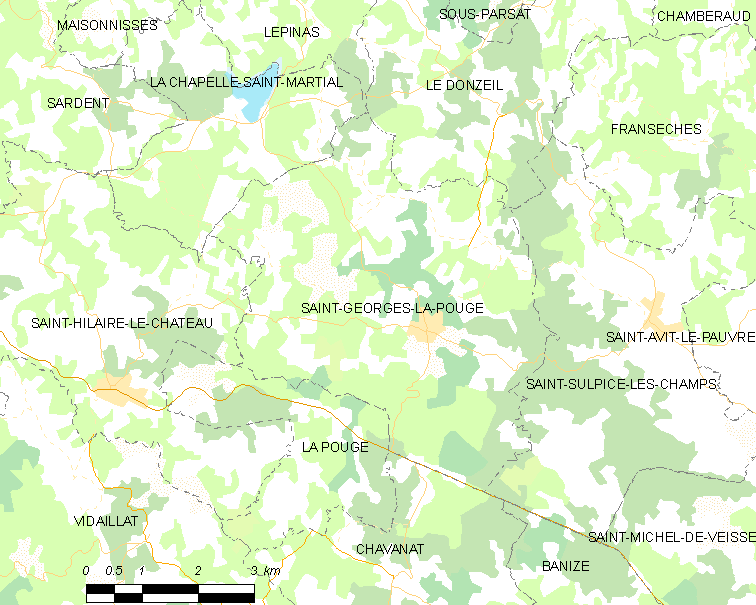
圣乔治拉普日的OSM定位图

圣乔治拉普日的时区为UTC+01:00、UTC+02:00（夏令时）。

## 行政
圣乔治拉普日的邮政编码为23250，INSEE市镇编码为23197。

## 政治
圣乔治拉普日所属的省级选区为阿安县。

## 人口

1962-2008年间圣乔治拉普日人口变化图示

圣乔治拉普日于2022年1月1日时的人口数量为361人。